# Epipedobates maculatus
Epipedobates maculatus es una especie de anfibio anuro de la familia Dendrobatidae. Esta rana es endémica de Panamá. Es conocido solo por su holotipo.

## Publicación original
- Peters, 1873 : Über eine neue Schildkrötenart, Cinosternon effeldtii und einige andere neue oder weniger bekannte Amphibien. Monatsberichte der Königlich Preussischen Akademie der Wissenschaften zu Berlin, vol. 1873, p. 603-618.